# محمد بوشناق
محمد بوشناق (توفي يوم 29 سبتمبر 2015)، هو فنان مغني مغربي ولد صيف عام 1965 بأحد أحياء مدينة وجدة القديمة، حيث نشأ وسط أسرة فنية وجدية عريقة. كان أحد أبرز أعضاء فرقة الإخوان بوشناق الشهيرة في المغرب، وساهم إلى جانب أشقائه في إبداع أغان لا زال يتردد صداها إلى اليوم، ونشأ محمد بوشناق في بيئة موسيقية، إذ كان والده، الراحل بنيونس بوشناق أفندي، أحد رواد الفن الغرناطي بالجهة الشرقية والمغرب. ومنه ورث الحس الفني واشتغل على تطويع التراث الموسيقي المحلي في قوالب فنية عصرية.

## وفاته
توفي ليلة الثلاثاء 29 سبتمبر 2015 بمدينة وجدة، عن سن تناهز 50 سنة. فارق الحياة بإحدى مصحات المدينة على إثر تعرضه لأزمة قلبية. ودفن بمدينة وجدة.

## وصلات خارجية
- الفنان المغربي محمد بوشناق في ذمة الله
- وفاة الفنان محمد بوشناق بعد صراع مع المرض